# Alioum Boukar
Pour les articles homonymes, voir Boukar.
Alioum Boukar né le 3 janvier 1972 est un footballeur camerouno-turc. Il évolue au poste de gardien de but.
Il a participé à la Coupe du monde 1998 et à la Coupe du monde 2002 avec l'équipe du Cameroun.

## Palmarès
- Vainqueur de la coupe d Afrique des nations 2000 et 2002

- vainqueur de la coupe du cameroun en 1990 avec prevoyance de yaounde.
- medaillé d'or aux jeux africains du caire en 1991.